# Nattrassia
Nattrassia es un género de hongos en la familia Botryosphaeriaceae que contiene una única especie Nattrassia mangiferae. Recientemente esta especie ha sido reclasificada en la familia Neofusicoccum como Neofusicoccum mangiferae.